# Tutti per uno (serie televisiva)
Tutti per uno (Marblehead Manor) è una serie televisiva statunitense in 24 episodi trasmessi per la prima volta nel corso di una sola stagione dal 1987 al 1988.
La serie è incentrata sulle vicende del personale della servitù che lavora per i ricchi coniugi Randolph e Hilary Stonehill in una mansion di Marblehead, nel Massachusetts. È un rifacimento del film per la televisione At Your Service, del 1984.

## Episodi
| Stagione       | Episodi | Prima TV USA |
| -------------- | ------- | ------------ |
| Prima stagione | 24      | 1987-1988    |

## Personaggi
- Albert Dudley (24 episodi, 1987-1988), interpretato da	Paxton Whitehead.
- Hillary Stonehill (24 episodi, 1987-1988), interpretata da	Linda Thorson.
- Jerry Stockton (24 episodi, 1987-1988), interpretato da	Phil Morris.
- Dwayne Stockton (24 episodi, 1987-1988), interpretato da	Rodney Scott Hudson.
- Randolf Stonehill (24 episodi, 1987-1988), interpretato da	Bob Fraser.
- Lupe (24 episodi, 1987-1988), interpretata da	Dyana Ortelli.
- Elvis (24 episodi, 1987-1988), interpretato da	Humberto Ortiz.
- Rick (10 episodi, 1987-1988), interpretato da	Michael Richards.

## Produzione
La serie, ideata da Bob Fraser e Rob Dames, fu prodotta da Dames/Fraser/Gary Nardino Productions e Paramount Television  Le musiche furono composte da Gary Portnoy e Judy HartAngelo.

### Registi
Tra i registi della serie sono accreditati:
- Rob Dames (13 episodi, 1987-1988)
- Shelley Jensen (5 episodi, 1987-1988)
- René Auberjonois (2 episodi, 1987-1988)
- Bill Foster (2 episodi, 1987-1988)

## Distribuzione
La serie fu trasmessa negli Stati Uniti dal 1987 al 1988 in syndication. In Italia è stata trasmessa con il titolo Tutti per uno.